# كاس ووكر
كاس ووكر (بالإنجليزية: Cas Walker)‏ هو شخصية أعمال وسياسي أمريكي، ولد في 23 مارس 1902 في مقاطعة سيفير في الولايات المتحدة، وتوفي في 28 سبتمبر 1998 في نوكسفيل في الولايات المتحدة.